# Tarenna evansii
Tarenna evansii är en måreväxtart som beskrevs av Henry Nicholas Ridley. Tarenna evansii ingår i släktet Tarenna och familjen måreväxter. Inga underarter finns listade i Catalogue of Life.